# لوس فيلاريس دي سوريا
لوس فيلاريس دي سوريا هي بلدية تقع في مقاطعة سوريا، في منطقة قشتالة وليون، في إسبانيا. يبلغ عدد سكانها 86 نسمة وذلك حسب (المعهد الوطني للإحصاء) سنة 2017. تبلغ مساحتها 14,37 كم مربع، وترتفع عن سطح البحر 1,060 متر.

## تطور السكان
في تعداد عام 2010 بلغ عدد سكان البلدية 103 نسمة، منهم 56 رجلا و47 امرأة. 